# سیارک ۱۱۷۷۴
سیارک ۱۱۷۷۴ (به انگلیسی: 11774 Jerne، نامگذاری:1128T-3) یازده هزار و هفتصد و هفتاد و چهارمین سیارک کشف شده‌است که در ۱۷ اکتبر ۱۹۷۷ کشف شد.
قدر مطلق سیارک برابر ۲۸٫۲ است.